# Lucio Postumio Megello
Lucio Postumio Megello (in latino Lucius Postumius Megellus; fl. 306 a.C.-291 a.C.) è stato un politico e generale romano.

## Biografia
Appartenente alla gens Postumia, fu eletto console nel 305 a.C., con il collega Tiberio Minucio Augurino. Entrambi i consoli si diressero nel Sannio, dirigendosi però in zone diverse, Postumio a Tiferno e Minucio a Boviano. Postumio, che comandava la colonna orientale, superò e batté una forte resistenza sannita a Tiferno, prima di rincongiungersi con le truppe guidate da Minucio. I due eserciti romani, così riuniti, si scontrarono contro i Sanniti nella battaglia di Boviano, che risultò decisiva per l'esito finale della seconda guerra sannitica.
Fu eletto console nel 294 a.C., con il collega Marco Atilio Regolo di aristocratica origine volsca. Entrambi i consoli vennero comandati di guidare l'esercito romano nel Sannio, perché si riteneva che i Sanniti stessero armando tre eserciti: uno da inviare in Etruria, un secondo in Campania ed il terzo per la difesa del loro territorio. Postumio, prima si diresse a Sora, e da lì nella Marsica e nel Sannio, dove prima prese Milionia (la contemporanea Ortona dei Marsi) con la forza, e poi Feritro, abbandonata dagli abitanti ai romani. Postumio adottò quindi il cognomen Megello rarissimo caso di cognomen apparentemente privo di etimo.
Quindi Postumio guidò l'esercito in Etruria, dove sconfisse gli etruschi in campo aperto davanti alla città dei Volsinii e conquistò la città di Roselle. Dopo queste azioni, le città di Volsinii, Perugia e Arezzo, chiesero la pace a Roma, ottenendo una tregua trentennale.
Postumio Megello fu ancora console nel 291 a.C., quando combatté contro gli Irpini conquistando Venusia, una località particolarmente importante sotto l'aspetto strategico. Livio racconta che, come caso particolare, essendo egli interré (interrex), fu eletto console insieme a Gaio Giunio Bubulco negli stessi comizi centuriati, che egli aveva presieduti.
Costruì il tempio della Vittoria sul Palatino.